# Palpata
I Palpata sono una sottoclasse dei Polychaeta.

## Tassonomia
- Sottoclasse Palpata
  - Ordine Aciculata
    - Sottordine incerto
      - Famiglia Aberrantidae
      - Famiglia Nerillidae
      - Famiglia Spintheridae

    - Sottordine Eunicida
      - Famiglia Amphinomidae
      - Famiglia Diurodrilidae
      - Famiglia Dorvilleidae
      - Famiglia Eunicidae
      - Famiglia Euphrosinidae
      - Famiglia Hartmaniellidae
      - Famiglia Histriobdellidae
      - Famiglia Lumbrineridae
      - Famiglia Oenonidae
      - Famiglia Onuphidae

    - Sottordine Phyllodocida
      - Famiglia Acoetidae
      - Famiglia Alciopidae
      - Famiglia Aphroditidae
      - Famiglia Chrysopetalidae
      - Famiglia Eulepethidae
      - Famiglia Glyceridae
      - Famiglia Goniadidae
      - Famiglia Hesionidae
      - Famiglia Ichthyotomidae
      - Famiglia Iospilidae
      - Famiglia Lacydoniidae
      - Famiglia Lopadorhynchidae
      - Famiglia Myzostomatidae
      - Famiglia Nautillienellidae
      - Famiglia Nephtyidae
      - Famiglia Nereididae
      - Famiglia Paralacydoniidae
      - Famiglia Pholoidae
      - Famiglia Phyllodocidae
      - Famiglia Pilargidae
      - Famiglia Pisionidae
      - Famiglia Polynoidae
      - Famiglia Pontodoridae
      - Famiglia Sigalionidae
      - Famiglia Sphaeodoridae
      - Famiglia Syllidae
      - Famiglia Typhloscolecidae
      - Famiglia Tomopteridae

  - Ordine Canalipalpata
    - Sottordine incerto
      - Famiglia Polygordiidae
      - Famiglia Protodrilidae
      - Famiglia Protodriloididae
      - Famiglia Saccocirridae

    - Sottordine Sabellida
      - Famiglia Oweniidae
      - Famiglia Siboglinidae (comprende specie in precedenza assegnate a Pogonophora e Vestimentifera)
      - Famiglia Serpulidae
      - Famiglia Sabellidae
      - Famiglia Sabellariidae
      - Famiglia Spirorbidae

    - Sottordine Spionida
      - Famiglia Apistobranchidae
      - Famiglia Chaetopteridae
      - Famiglia Longosomatidae
      - Famiglia Magelonidae
      - Famiglia Poecilochaetidae
      - Famiglia Spionidae
      - Famiglia Trochochaetidae
      - Famiglia Uncispionidae

    - Sottordine Terebellida
      - Famiglia Acrocirridae
      - Famiglia Alvinellidae
      - Famiglia Ampharetidae
      - Famiglia Cirratulidae
      - Famiglia Ctenodrilidae
      - Famiglia Fauveliopsidae
      - Famiglia Flabelligeridae
      - Famiglia Flotidae
      - Famiglia Pectinariidae
      - Famiglia Poeobiidae
      - Famiglia Sternaspidae
      - Famiglia Terebellidae
      - Famiglia Trichobranchidae